# Promeca pulcherrima
Promeca pulcherrima är en insektsart som beskrevs av De Jong, C. 1939. Promeca pulcherrima ingår i släktet Promeca och familjen vårtbitare. Inga underarter finns listade i Catalogue of Life.